# نماد وون
نماد وون، 
یک نماد یکای پول است. این نماد به دو شکل نوشته می‌شود. در مدل اول از یک خط استفاده می‌شود (￦) و در مدل دوم با دو خط رسم می‌شود (₩). موقعیت یونی‌کد نوع اول  U+FFE6 ￦  است و برای شکل دوم این نماد U+20A9 ₩  است.
این نماد به‌طور رسمی نشان دهنده وون کره جنوبی و وون کره شمالی است و به‌طور غیررسمی نماد وون کره به شمار می‌رود.